# دلشا دمیربگ
دلشا دمیربگ (انگلیسی: Dilsa Demirbag Sten؛ زادهٔ ۱۰ اکتبر ۱۹۶۹) یک روزنامه‌نگار کرد اهل سوئد است.